# Lutherse kerk (Hoorn)
De Lutherse Kerk van Hoorn is een kerkgebouw aan de Ramen en stamt uit 1769. De gevel is ingezwenkt (een barokelement) en in rococo-stijl gedecoreerd. De deurpartij heeft een cartouche, waarin de tekst: "hoe lieflijk / zijn / Uwe Wooningen, HEERE Zebaoth! Psalm 84:2", boven de deur is aangebracht. De gevel van de kerk is opvallend lager dan de gevel van de aan de rechterzijde gebouwde voormalige pastorie. De voorganger van het huidige gebouw werd in 1631 in de Tempelsteeg gebouwd.

## Geschiedenis
Het huidige pand verving in 1768 een schuilkerk, die achter de huizen gebouwd was. De schuilkerk werd in 1631 aan de Tempelsteeg gebouwd door een groep Lutheranen die op 15 oktober 1628 de Hoornse gemeente hebben gesticht. Deze schuilkerk werd in midden 18e eeuw zeer bouwvallig, waarop in 1760 werd besloten tot nieuwbouw. Voor nieuwbouw werden twee voorwaarden gegeven door de gemeente: de bouwlieden mochten alleen lokaal zijn en de voorgevel mocht niet te veel ornamenten bevatten. Doordat er twee predikanten actief waren binnen de kerkelijke gemeente, kon er geen besluit genomen worden welk voorstel tot nieuwbouw uitgevoerd zou worden. Dominee Hendrik Kemper koos met een aantal ouderlingen voor het ontwerp van de Hoornse timmerman Barend Brouwer en dominee Petrus Moninx met de andere ouderlingen voor het ontwerp van Jacob Hart uit Rotterdam. Moninx vertrok nog voor de nieuwbouw naar Zaandam en Kemper vertrok ook nog voor de nieuwbouw, waardoor de nieuw aangestelde dominee Christoffel van Brants Holtzapfel de knoop door moest hakken. Holtzapfel deed dat echter niet, waardoor zijn opvolger Isaac Scholten de keuze moest maken. Op 2 juli 1769 werd de huidige kerk ingewijd. Vier jaar later werd het orgel met toebehoren geplaatst. De orgelwand, het hoofdwerk en bovenwerk stammen uit 1773 en zijn opgetrokken in de Lodewijk XV-stijl, of rococo. Het orgel is door Pieter Müller, een zoon van de beroemde orgelbouwer Christian Müller, gebouwd. Hoewel in de Franse tijd alle eregestoelten vernietigd werden is de zogenoemde herenbank bewaard gebleven. Deze is in rijke rococostijl opgetrokken.
De kerk is gebouwd door Jacob Hart, hij heeft het ontwerp van de door Titus de Favre ontworpen Rotterdamse Lutherse kerk (1733-1736) aan de Wolfshoek aangepast. Zijn familie heeft ook de Rotterdamse kerk, in 1940 verwoest, gebouwd. Het buitenwerk werd verricht door Jan Korver, Barend Brouwer, Volkert Berkhout en Frans Croonenberg. Het binnenwerk werd verzorgd door Simon Visser en Hermanus de Booij.
Het pand is meermalen gerestaureerd, te weten in 1825, 1850, 1922-1923, 1962-1964 en in 1994-1995. In 1922-1923 besloot men om een deel van de kerk af te breken omdat het aantal leden terugliep. Er werd een tussenwand gebouwd om de kerkzaal te verkleinen. Om geen afbreuk te doen aan het ontwerp van de kerk, werd het gewelf zodanig aangepast dat het ook in de kerkzaal in stijl bleef. De vrijgekomen ruimte aan de achterzijde van de kerk werd omgebouwd tot consistoriekamer en vergaderzaal. Ook de pastorie en kosterswoning werden verkocht. Het pand Ramen 4 is sinds 16 november 1965 een rijksmonument.

## Exterieur
De voorgevel van de kerk bevindt zich aan de zijde van de Ramen. De gevel heeft de vorm van een lijstgevel. De voorgevel is niet vlak, De ingangspartij is risalerend geplaatst ten opzichte van de muurvlakken waarin de vensters geplaatst zijn en de hoeken met de zijmuren risaleren eveneens. De ingang heeft een omlijsting in Lodewijk XV-stijl. Tussen de deur en het bovengelegen venster is een veld geplaatst, met daarin de tekst: Hoe lieflijk zijn Uwe wooningen Heere Zeboath! Psalm 84:2. Tussen de kerk en de naastgelegen kosterswoning is een rondboogpoortje geplaatst, dat de Tempelsteeg van de Ramen scheidt. Het poortje had van origine een rechte lijst en kreeg later, vermoedelijk eind 19e eeuw, een tandlijst. Het bovenstuk, dat ernstig verzakt was, is in 1992 gerestaureerd. De zijgevel in deze steeg is van eenvoudige architectuur, zonder decoraties.

## Interieur
De kerkzaal is opgedeeld in drie beuken. Het geheel is overwegend in de stijl van de rococo ontworpen. Het plafond is in Pruisisch blauw geschilderd. Deze kleur werd in bij de restauratie in 1995-1997 teruggevonden en hersteld.

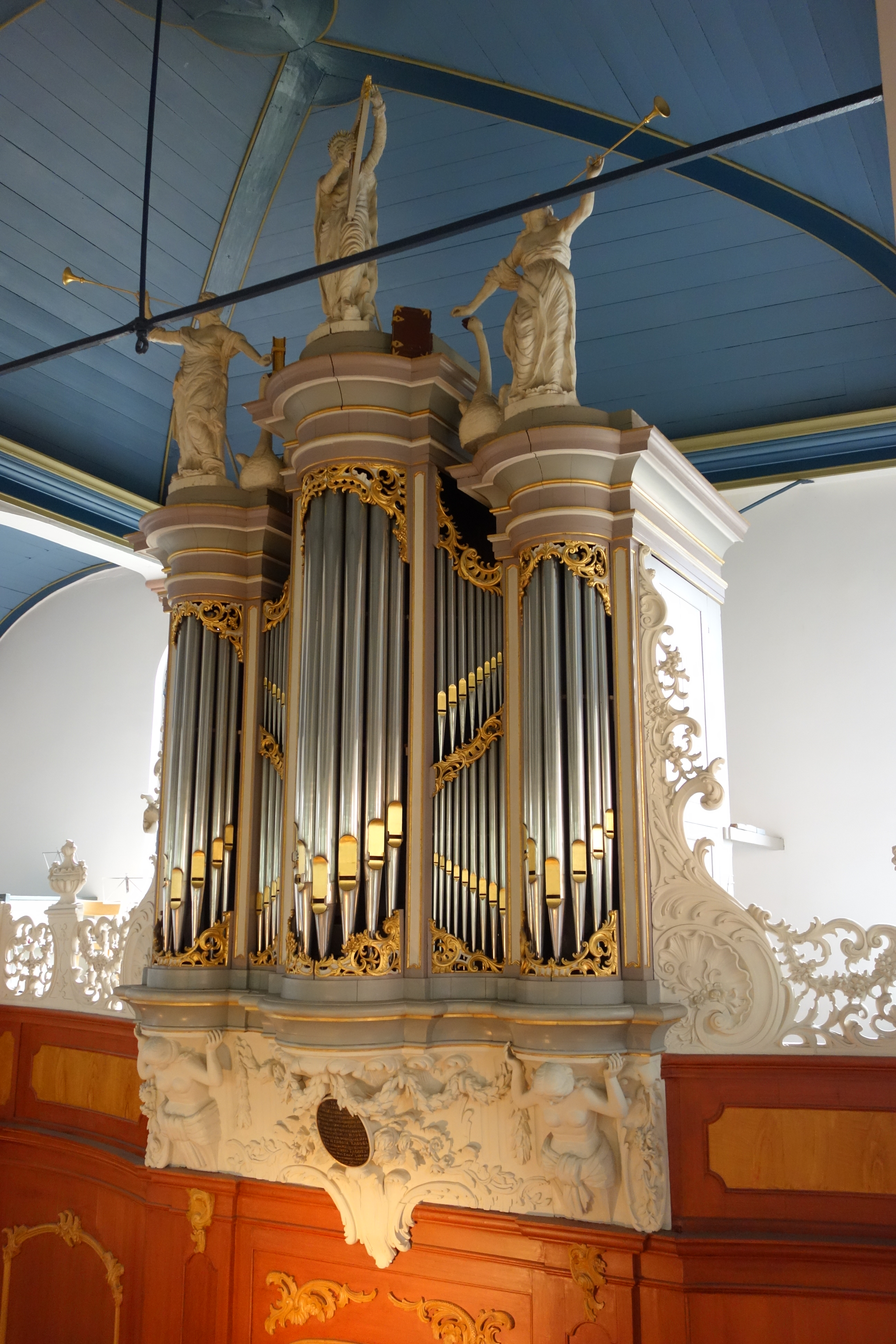
Het orgel van Pieter Müller

Voor de hoofdingang staat een voormalige herenbank, met op de baldakijn een klok staande op een voet bestaande uit kwabben. Onder de klok staat een middenpilaar, waar het contragewicht van de klok in is verwerkt. De overige banken zijn eenvoudig in stijl, maar allemaal met gesneden deuren. Achter de klok, direct boven de ingang, staat het orgel. Het orgel werd in 1772 geschonken door een anonieme schenker. Om het orgel te kunnen plaatsen, werd de klok verplaatst naar de herenbank. Het orgel werd na de bouw op 19 december 1773 ingewijd. Hierna bleek de schenker Hendrik Taddel, wijnkoper in Amsterdam, te zijn. Zijn grootvader, Simon Taddel, is in de 17e eeuw predikant in Hoorn geweest. Taddel heeft het orgel als aandenken aan zijn grootvader aan de kerk in Hoorn geschonken. De kast van het orgel bestaat uit drie torens met daartussen twee velden. De middelste toren is hoger dan de twee flankerende, met bovenop koning David die harp speelt. Op de andere twee torens staat een bazuinspelende engel met een zwaan. Geheel onderaan staat het orgel op een balustrade versierd met festoenen en asymmetrische voluten. De rest van de balustrade bestaat uit een portaalwand, die vermoedelijk uit de bouwtijd stamt. Het orgel werd in 1851 door Hermanus II Knipscheer, een telg uit het gelijknamige familiebedrijf, gewijzigd. In 1956 voerde Flentrop een restauratie uit en wijzigde een aantal zaken in het orgel. De windvoorziening was een van de belangrijkste zaken, onder andere de spaanbalgen werden vervangen door een schwimmerbalg. In 2002 werden alle wijzigingen uit 1956 weer ongedaan gemaakt. Wel werd de schwimmerbalg vervangen door een magazijnbalg met twee schepbalgen, zoals die in 1890 werden geplaatst door Ypma.
Achter in de kerk bevindt zich de dooptuin, met daarin de preekstoel. In de trapleuning van het preekgestoelte staat de naam Luther. De kuip heeft op het voorpaneel een gesneden beeltenis van Matthëus en de engel. Op het linkerpaneel Johannes met zijn adelaar, het rechterpaneel Marcus met zijn leeuw. Op het achterpaneel staat Lucas met de os.

## Consistorie en pastorie
Aan weerszijden van de kerk staan ook kerkelijke gebouwen. Rechts van de kerk, op nummer 2, staat de pastorie uit 1773. Dit gebouw heeft een hogere gevel dan de kerk.
Links van de kerk staat de kosterswoning. Deze is in 1769 gebouwd in een eenvoudigere architectuur. In het bovenlicht van de deur is wel de Lutherse zwaan geplaatst. In de woning werd ook lesgegeven in een aparte kamer. De koster was daarmee tevens schoolmeester.

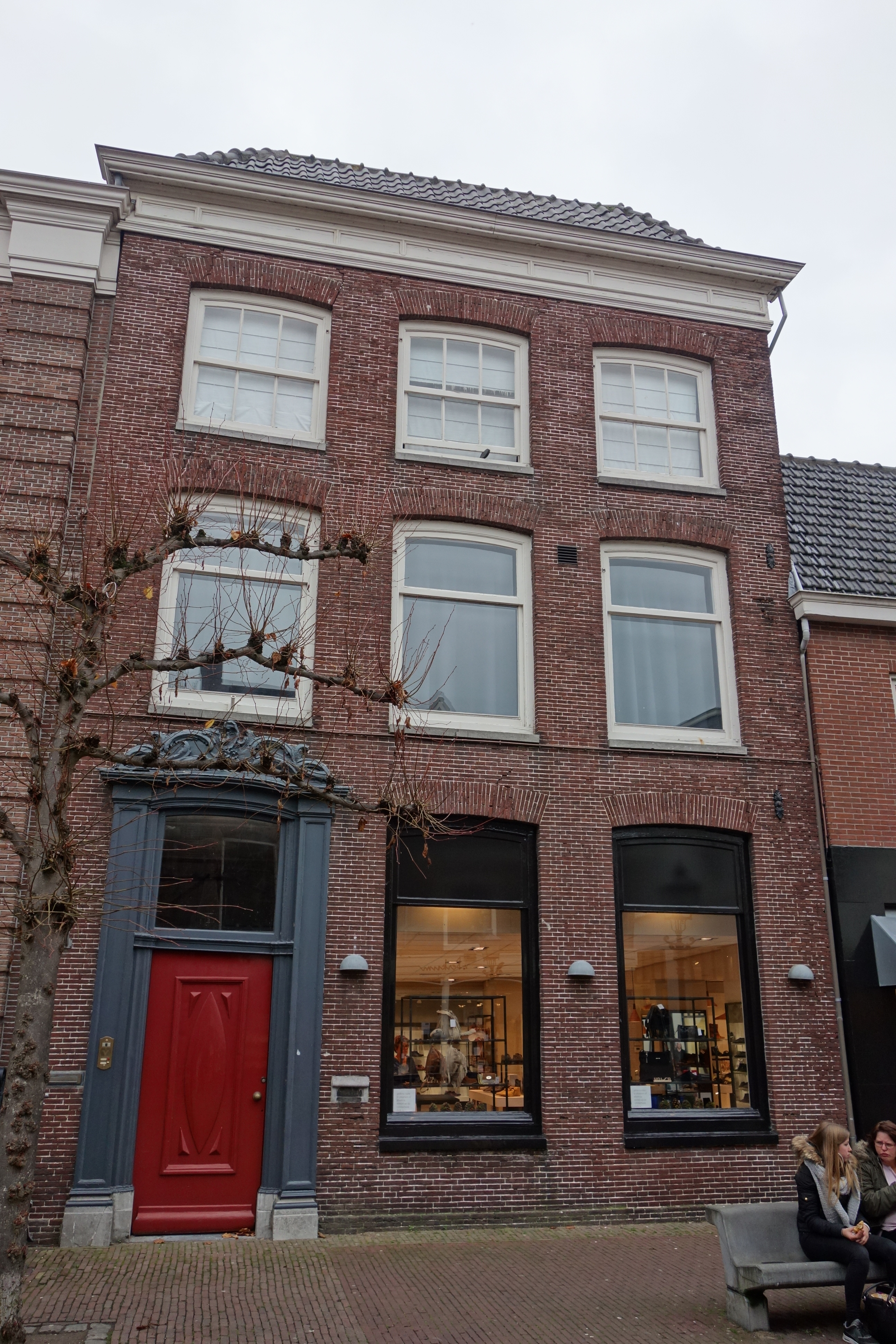
De voormalige pastorie van de Lutherse kerk. Aan het Ramen 2.
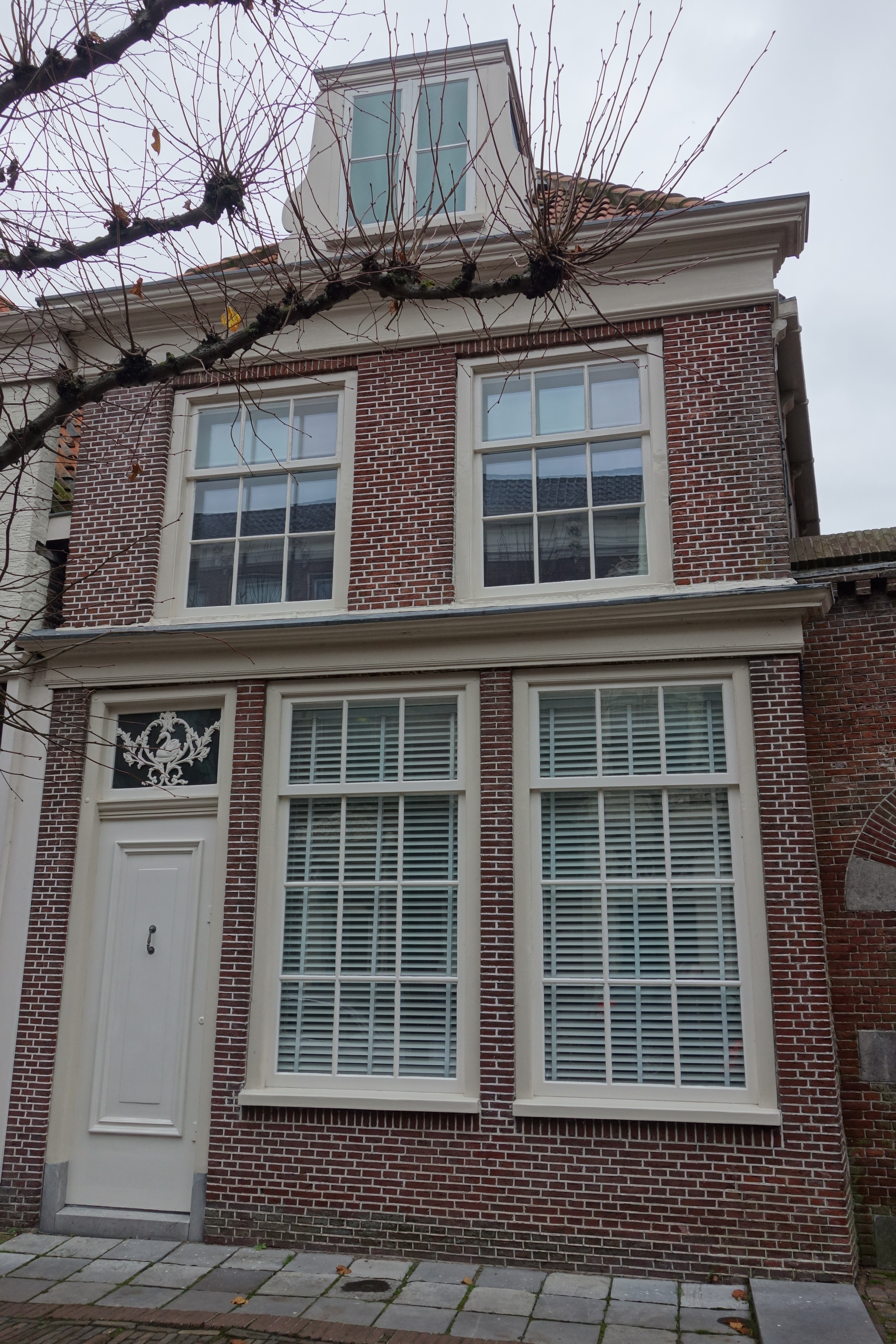
De voormalige kosterij van de Lutherse kerk. Aan het Ramen 6.

## Trivia
- In het streekarchief zijn de bouwtekeningen en het bestek van de bouw van de kerk bewaard gebleven.